# Erronea caurica
Erronea caurica, tên tiếng Anh: thick-edged cowry, là một loài ốc biển, là động vật thân mềm chân bụng sống ở biển trong họ Cypraeidae, họ ốc sứ.

## Phụ loài
Các phân loài sau được công nhận:
- Erronea caurica caurica (Linnaeus, 1758)
- Erronea caurica nabeqensis Heiman & Mienis, 2000
- Erronea caurica samoensis Lorenz, 2002

## Phân bố
Loài này và các phân loài của nó phân bố ở Biển Đỏ và ở Ấn Độ Dương dọc theo Aldabra, Chagos, Comoros, Đông Phi, Kenya, Madagascar, vùng bể Mascarene, Mauritius, Mozambique, Réunion, Seychelles, Somalia và Tanzania.

## Hình ảnh

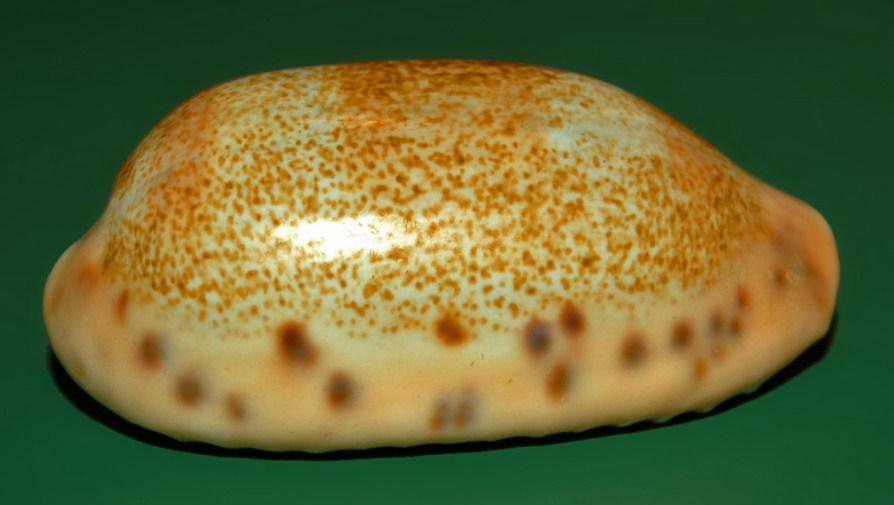